# 宮澤保夫
宮澤 保夫（みやざわ やすお、1949年〈昭和24年〉7月27日 - 2022年〈令和4年〉3月23日）は、日本の教育実業家。星槎グループ名誉会長、世界こども財団設立者・理事長。

## 来歴
東京都町田市で生まれる。1968年、藤沢商業高校を卒業し、ベ平連の活動とアマチュア無線に熱中する。1970年、慶應義塾大学文学部通信教育課程に進学。1972年、学習塾「鶴ヶ峰セミナー（現：ツルセミ）」を開塾する。当初は生徒が2名であったが、口コミで広まり通学生が増加する。塾経営が多忙となり、1972年に慶應義塾大学文学部を中退する。
1985年、日本初の企業外技能連携校となる宮澤学園高等部を開校する。1999年、星槎国際高等学校を設立。2004年、星槎大学を開学。これ以降、不登校、身体的ハンディキャップ、自閉症、学習障害の子供たちが必要とする学びの場を設け、幼稚園から星槎大学大学院までにわたる星槎グループを創設する。2022年時点で、のべ4万人余りが学んだとされる。2010年、一般財団法人「世界こども財団」を設立、2015年に公益財団法人となる。同財団では、世界の子供たちの教育、医療、スポーツなどをサポートする。
2013年、早稲田大学大学院スポーツ科学研究科修了。指導教員は平田竹男。2016年、道都大学などを経営した学校法人北海道櫻井産業学園を傘下とする。
2022年3月23日に肺癌のために72歳で他界し、7月27日にお別れの会を開いた。

## 海外援助
- エリトリア - アフリカの角と呼ばれるアフリカ大陸北東部に位置する国家で、星槎グループが人道支援した人物がオリンピックで活躍する[2][10]。

## アマチュア無線
「JH1AJT」の呼出符号を持ち、DXペディションを度々行う「ゾロ（英: Zorro）」のハンドルネームで知られたアマチュア無線家でもあった。第二級アマチュア無線技士の国家試験で、替え玉受験をしたとして1999年6月16日、有印私文書偽造で逮捕された。

### 大学
- 星槎大学
- 星槎道都大学
- 星槎大学大学院

### 高等学校
- 星槎国際高等学校
- 星槎学園高等学校
- 星槎高等学校

### 中学校
- 星槎学園中学校
- 星槎中学校
- 星槎もみじ中学校
- 星槎名古屋中学校